# Museo Ernesto Bachmann de Villa El Chocón
El Museo "Ernesto Bachmann" de Villa El Chocón (MEB), oficialmente nombrado como Museo Municipal Paleontológico, Arqueológico e Histórico Ernesto Bachmann, es un museo municipal dedicado a la paleontología, arqueología e historia de la región de Villa El Chocón y alrededores.

## Historia
El museo fue inaugurado el 19 de julio de 1997 y desde el 16 de marzo de 1999 lleva el nombre de “Ernesto Bachmann”, quien fue un aficionado a la paleontología. La creación del MEB fue impulsada por el hallazgo del Giganotosaurus carolinii, uno de los dinosaurios carnívoros más grandes del mundo, hallado en julio de 1993 por Rubén Darío Carolini, a 18 km al sudoeste de Villa El Chocón.
El Museo de El Chocón nació como consecuencia de hallazgos paleontológicos de gran importancia científica en la región del Embalse Ezequiel Ramos Mexía. Además del dinosaurio carnívoro de grandes dimensiones Giganotosaurus carolinii, se han hallado y/o estudiado otras especies de dinosaurios y vertebrados, tales como Neuquensaurus australis, Amargasaurus cazaui, Bajadasaurus pronuspinax, restos de un titanosaurio indeterminado, Skorpiovenator bustingorryi, restos de Choconsaurus baileywillisi (vértebras caudales, dorsales, los metacarpos y maxilar originales), restos de una tortuga de agua de la familia Chelidae (Prochelidella buitreraensis), el lagarto fósil Kaikaifilusaurus calvoi (mencionado también como Priosphenodon sp.) y Avitabatrachus uliana, entre otros.

## Exhibiciones

### Paleontología

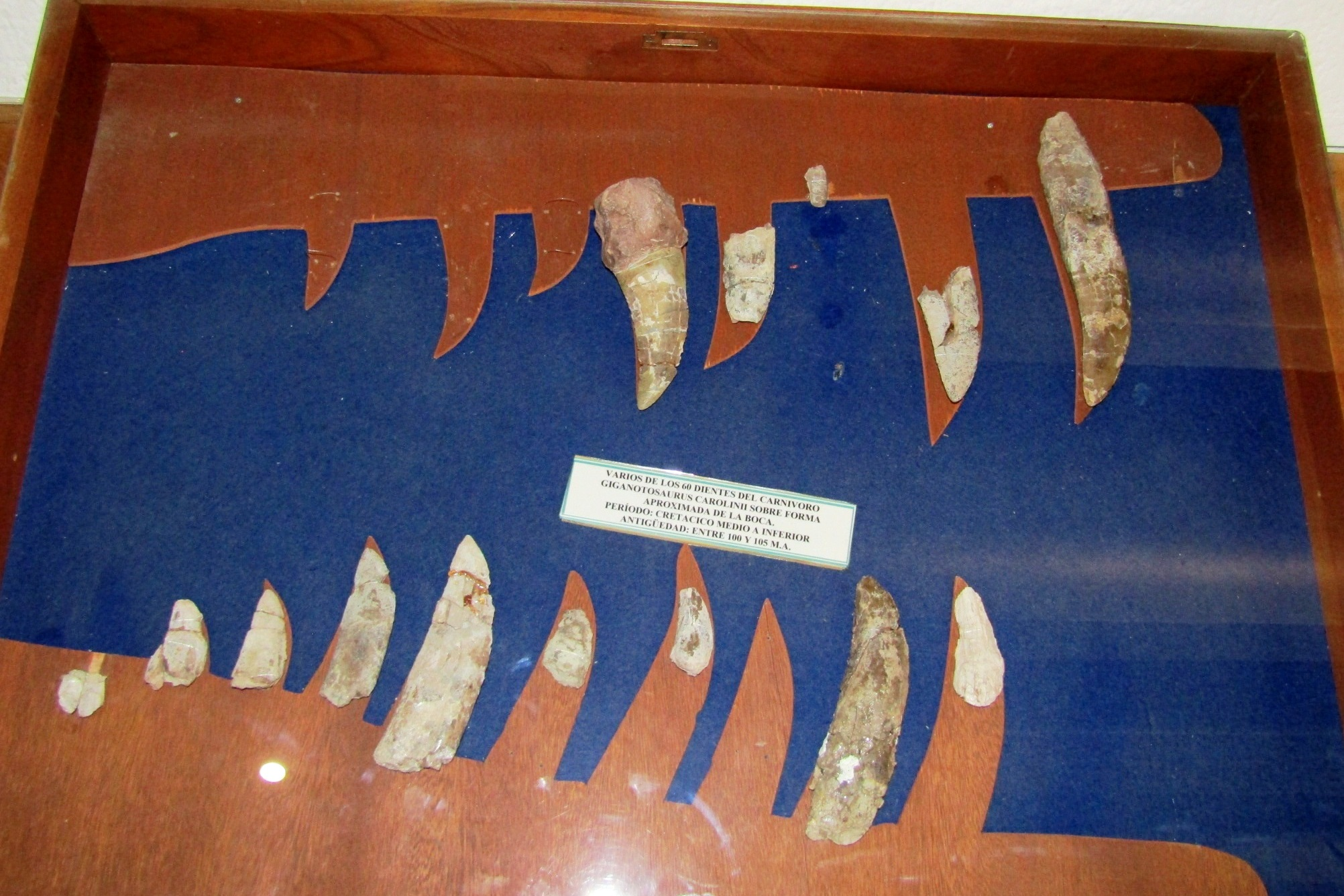
Exhibición de dientes del dinosaurio carnívoro Giganotosaurus carolinii en el Museo Ernesto Bachmann de Villa El Chocón

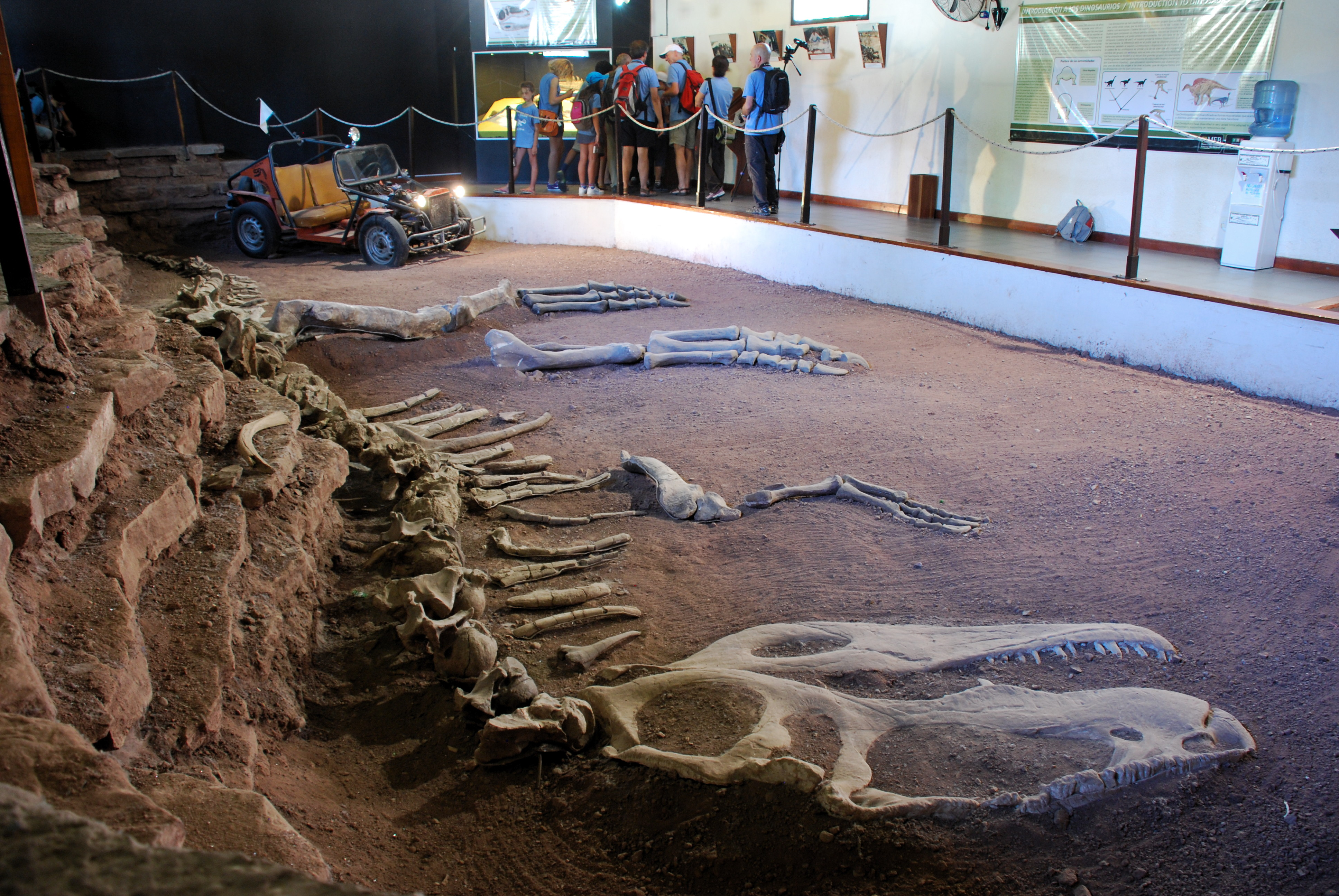
Exhibición de los restos de Giganotosaurus carolinii en el Museo Ernesto Bachmann.

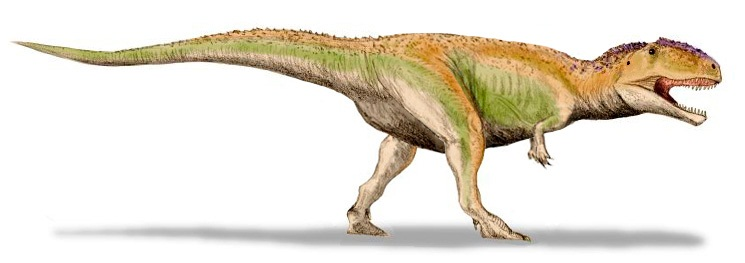
Recreación del giganotosaurio.

La exhibición paleontológica cuenta con reconstrucciones y fósiles originales de diversas especies extintas. Se destaca la especie de dinosaurio más conocida del país, el Giganotosaurus carolinii del que se encuentran expuestos una reconstrucción montada del esqueleto articulado y los restos originales así como reconstrucciones montadas de Neuquensaurus australis y Amargasaurus cazaui junto con la recreación en vida de la cabeza y cuello de Bajadasaurus pronuspinax. Por su parte, se expone una réplica de vértebra de Argentinosaurus huinculensis y el fémur original de un titanosaurio indeterminado. También se puede ver en las exhibiciones una réplica del esqueleto montado de Carnotaurus sastrei y de Skorpiovenator bustingorryi, este último tal como fue hallado en el sitio de excavación. Junto con el Carnotaurus se encuentran expuestos las vértebras caudales, dorsales, los metacarpos y maxilar originales de Choconsaurus baileywillisi un saurópodo que debe el nombre de su género a la localidad. Además de dinosaurios se encuentran exhibidos los materiales originales de Prochelidella sp., Kaikaifilusaurus calvoi, Avitabatrachus uliana, y la réplica de Araripesuchus patagonicus.

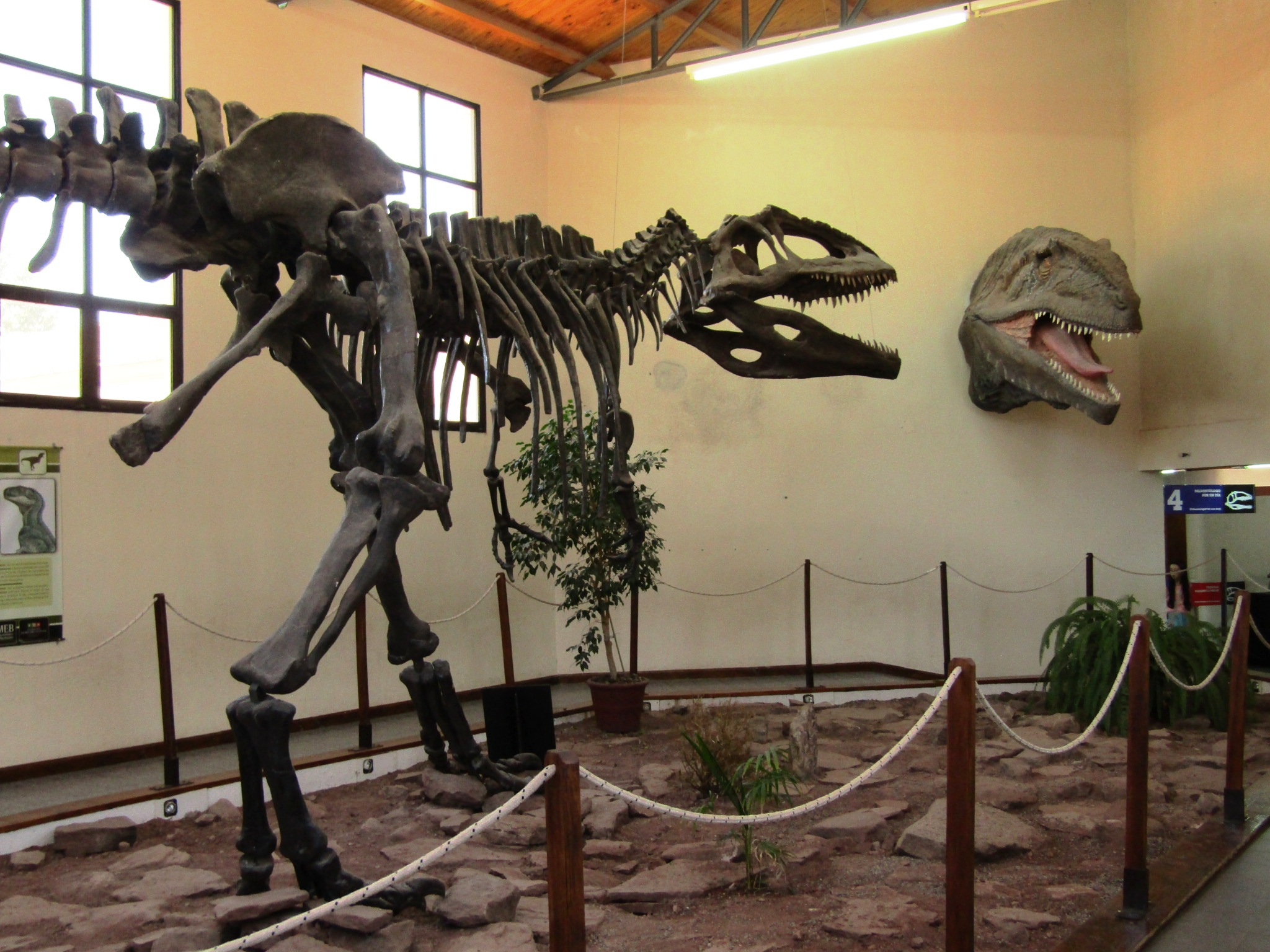
Reconstrucción del esqueleto del dinosaurio carnívoro Giganotosaurus carolinii y recreación de cabeza y cuello como habría sido en vida, exhibidos en el Museo Ernesto Bachmann de Villa El Chocón

### Arqueología
El MEB cuenta con exhibiciones arqueológicas provenientes de sitios emplazados en las cercanías de Villa El Chocón. Se han descripto numerosos sitios arqueológicos cercanos al emplazamiento de Villa El Chocón, entre ellos puede mencionarse Moro 1.

## Colecciones

### Área laboratorio e investigación
El museo cuenta con otras instalaciones donde se realizan las tareas de preparación, conservación e investigación de los restos paleontológicos. En este sector se encuentra el repositorio oficial del museo (que tiene el acrónimo MMCh-P: Museo Municipal de El Chocón-paleontología) donde pueden encontrarse los holotipos de Skorpiovenator bustingorryi, Bajadasaurus pronuspinax, Choconsaurus baileywillisi, Leinkupal laticauda y Giganotosaurus carolinii, el cual está expuesto en las instalaciones del museo. Además, almacena otros varios restos en estudio y de materiales que no fueron asignados a algún taxón.